# 布雷尔 (杜省)
布雷尔（法語：Brères，法語發音：[bʁɛʁ]）是法国杜省的一个市镇，属于贝桑松区。

## 地理
布雷尔（47°3'32"N, 5°51'37"E）面积2.15 平方千米，位于法国勃艮第-弗朗什-孔泰大區杜省，该省份为法国东部内陆省份，北起上索恩省，西接汝拉省，东部及东南部与瑞士接壤，东北部与贝尔福地区省接壤。
与布雷尔接壤的市镇（或旧市镇、城区）包括：隆巴尔、帕鲁瓦、佩桑、桑松、谢村、勒瓦勒。

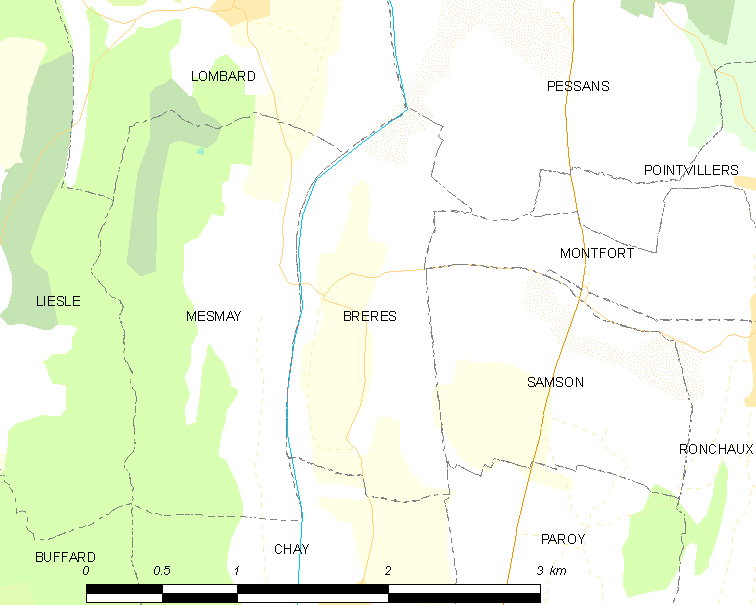
的OSM定位图

布雷尔的时区为UTC+01:00、UTC+02:00（夏令时）。

## 行政
布雷尔的邮政编码为25440，INSEE市镇编码为25090。

## 政治
布雷尔所属的省级选区为圣维特县。

## 人口

1962-2008年间人口变化图示

布雷尔于2022年1月1日时的人口数量为75人。